# Smite (rivière)
La rivière Smite  ‘(en anglais : Smite River) est un cours d’eau de la région de Canterbury située dans l’Île du Sud de la Nouvelle-Zélande.

## Géographie
Elle s’écoule vers l’ouest à partir de la chaîne de « Taylor Range » pour alimenter le lac «  Stream », qui est l‘exutoire du lac Heron, qui lui même forme la partie supérieure du réseau du fleuve Rakaia.